# Auguste Van Caillie
Auguste Van Caillie (Torhout, 20 april 1801 - 10 augustus 1867), was burgemeester van Torhout.

## Levensloop
Auguste Van Caillie was in 1831 getrouwd met Amelia Opsomer.
Hij was van beroep huidenvetter. In 1847 bouwde hij een stenen graan-, olie- en schorswindmolen aan de Poperbosstraat. Het gemalen eikenschors werd gebruikt in het productieproces van zijn huidenvetterij.
In 1827 was hij commandant van de Schutteriju in Torhout.
In 1858 werd hij verkozen tot provincieraadslid voor het kanton Torhout. In 1866 werd hij niet herkozen.
Hij was voorzitter van de muziekmaatschappij Sint-Cecilia en bestuurslid van de Landbouwhogeschool (die in 1860 naar Gembloers verhuisde).

## Burgemeester
Van Caillie was schepen van Torhout van ca. 1831 tot 1854 en van 1864 tot 1867.
In 1855 werd hij burgemeester, tot in 1864.